# Гръко-будизъм
Гръко-будизъм се нарича синкретичната култура, развила се между 4 век пр.н.е. и 5 век вследствие на контакта между елинизма и будизма в региона на днешните Афганистан и Пакистан. Гръко-будизмът оказва влияние върху развитието на теорията и изкуството на будизма, най-вече върху направлението Махаяна, преди то да се разпространи в Средна и Североизточна Азия след 1 век, достигайки в крайна сметка до Китай, Корея и Япония.

## История
Взаимодействието между елинистичната култура и будизма започва, когато Александър Велики завладява Персия и достига река Инд, установявайки пряк контакт с Индия, родното място на будизма. Александър основава в новите територии няколко града в района на Окс и Бактрия, а по-късно са създадени нови гръцки селища към прохода Хибер, Гандхара и Пенджаб. Този район съвпада с пътищата през Хималаите и Хиндукуш, чрез които се осъществяват културните и търговски контакти между Индия и Средна Азия.
След смъртта на Александър на 10 юни 323 пр.н.е. неговите диадохи създават собствени държави върху територията на разпадналата се империя. Селевк основава Селевкидското царство (3 – 2 век пр.н.е.), наследено на изток от Индо-гръцкото царство (2 – 1 век пр.н.е.), а по-късно от Кушанската империя (1 – 3 век).
Взаимодействието между елинистичната и будистката култура продължава няколко века до нашествията на ефталитите през 5 век, а по-късно и разпространението на исляма.

## Развитие на изкуството
Многобройните произведения на гръко-будисткото изкуство показват смесването на гръцки и будистки влияния, например в големите центрове в Гандхара. Сюжетите на гандхарското изкуство са определено будистки, но повечето мотиви са с близкоизточен или елиниситичен произход.

### Антропоморфно изобразяване на Буда
Въпреки че все още има известни спорове, обикновено се смята, че първите антропоморфни изображения на самия Буда са резултат от гръко-будистките контакти. Дотогава будисткото изкуство е „аниконно“ – Буда е представян само чрез своите символи (празен трон, дървото Бодхи, отпечатъци от стъпките му, молитвеното колело).
Нежеланието за антропоморфно представяне на Буда и разработването на усложнени аниконни символи за избягването на това (дори в сцени, включващи други човешки фигури) се свързва с думите на Буда, цитирани в Дигха Никая, които не одобряват неговото изобразяване след смъртта на тялото му. Гърците вероятно не се чувстват обвързани с тези ограничения и, поради своя култ към формата, те първи опитват да правят скулптурни изображения на Буда.
Много стилистични елементи в представянето на Буда говорят за гръцко влияние – гръко-римската, подобна на тога, роба, покриваща двете рамена, техниката контрапосто (вижте стоящите Буди от Гандхара от 1 – 2 век  Архив на оригинала от 2013-06-16 в Wayback Machine. и  Архив на оригинала от 2006-10-21 в Wayback Machine.), стилизираната средиземноморска къдрава коса и прическа, явно произлязла от стила на Аполон Белведерски Архив на оригинала от 2014-06-03 в Wayback Machine.(330 пр.н.е.), и премерения вид на лицата, винаги изобразени със силен реализъм. Голям брой скулптури, комбиниращи будистки и чисто елинистичен стил и иконография са намерени при разкопките на Хада в Гандхара.
През следващите векове антропоморфното изобразяване на Буда става канон в будисткото изкуство, но постепенно еволюира, включвайки повече индийски и азиатски елементи.

### Елинизиран будистки пантеон
Няколко други будистки божества може би също са повлияни от гръцките богове. Например Херакъл служи за художествен прототип на Ваджрапани (вижте Ваджрапани като Херакъл Архив на оригинала от 2013-07-29 в Wayback Machine.). В Япония този образ еволюира в гневните и мускулести Ниоо, боговете пазачи на Буда, стоящи днес на входа на множество будистки храмове.
Според японския професор Кацуми Танабе, освен Ваджрапани, гръцкото влияние се усеща и при още няколко бога от пантеона на Махаяна, като японския бог на вятъра Фуджин Архив на оригинала от 2005-04-05 в Wayback Machine., вдъхновен от гръцките Бореи чрез гръко-будсткия Вардо или майката-божество Харити (Каритеймо and Кишибоджив Архив на оригинала от 2006-10-21 в Wayback Machine. в Япония) вдъхновени от Тихе.
В допълнение, форми, като носещи гирлянди херувими, лозови филизи и получовешки същества като кентаври и тритони, представляват част от репертоара на елинистичното изкуство, въведени в будисткото изкуство от гръцките художници на служба в кушанския двор.

## Религиозни влияния
Продължителното гръцко присъствие в Средна Азия и Северна Индия дава възможност за взаимни влияния не само в областта на изкуството, но и в религията.

### Гръцко присъствие в Бактрия (332 – 125 пр.н.е.)
Когато Александър завладява Бактрия и Гандхара, тези райони вече са под будистко влияние. Според една легенда, запазена на пали, езикът на канона Тхеравада, двама братя, търговци от Бактрия, наречени Тапасу и Бхалика, посетили Буда и станали негови ученици. След това те се завърнали в Бактрия и построили първите храмове.
Александър установява в този район няколко града (Ай Ханум, Баграм) и администрация, която оцелява над два века под властта на Селевкидите и гръко-бактрийците, като през цялото време контактите с Индия не са прекъсвани. След 180 пр.н.е. гръко-бактрийците разширяват териториите си в Индия, където създават Индо-гръцкото царство.
За няколко философи като например Пирон от Елида, Анаксарх и Онесикрит се казва, че са избрани от Александър да го съпровождат при похода му на изток. През осемнадесетте месеца, които прекарват в Индия те имат възможността да се срещат и общуват с индийски аскети, описвани като „гимнософи“ (голи философи). Пирон (360 – 270 н.е.) при завръщането се в Гърция става първият скептик и основава школата, известна като Пиронизъм. Биографът на философите Диоген Лаерций обяснява понятията на Пирон за равнопоставеност и непривързаността към света като придобити в Индия. Някои от тези изказвания се знаят директно и те напомнят шраманската или вероятно будистката мисъл: „В действителност нищо не съществува, а човешкият живот се управлява споразумение“ и вероятно произхождат от интерпретацията на трите белега на съществуването.
Друг от тези философи, Онесикрит от циниците, както разказва Страбон научил в Индия следните предписания: „Нищо, което се случва на човек не е лошо или добро, мненията са просто сънища.... най-добрата философия е тази, която освобождава ума както от удоволствието, така и от мъката“ „).
През 125 пр.н.е. индоевропейският народ юечжи (бъдещите Кушани, поддръжници на Махаяна) идва от север и завладява Бактрия, изтласквайки останалите гръко-бактрийци към Северозападна Индия. През следващото столетие юечжи до известна степен се елинизират, както се вижда от техните монети и възприемането на гръцката азбука.

### Империя Маурия (322 – 183 пр.н.е.)
Индийският император Чандрагупта, основател на династията Маурия, завладява около 322 пр.н.е. североизточните индийски територии, отнети по-рано от Александър Велики. Въпреки това контактите с гръцките съседи от Селевкидското царство не са прекъснати и след мирен договор той получава за жена дъщерята на Селевк I. Гърци, като историкът Мегастен, пребивават в маурийския двор.
Според Страбон синът на Чандрагупта, Биндусара, също има в своя двор гръцки посланик на име Деимах. От гръцки източници (Атеней) е известно също, че той е поискал от селевкидския цар Антиох I Сотер изпращането в Индия на философ от двора му.
Внукът на Чандрагупта, Ашока, приема будизма и става горещ привърженик на традиционния канон Тхеравада, изискващ ненасилие спрямо хора и животни (ахимса) и съдържащ правила, регулиращи живота на миряните. Според Указите на Ашока, изсечени в камък, някои от тях написани на гръцки, той изпраща будистки емисари в гръцките територии в Азия и дори към Средиземноморието. В тях се споменават по име всички елинистични владетели по това време. Ашока също така твърди, че присъединил към будизма гръцкото население във владенията си:
„Тук, в царските владения сред гърци, камбоджанци, набхаки, набхапамкити, бходжанци, питиники, андхри и палиди, навсякъде хората следват възлюбените от боговете наставления на Дхама.“ --Скален указ Nb13
В някои източници на пали (Махавамса, XII) се казва, че някои от пратениците на Ашока, като известният Дхармаракшита, са гръцки будистки монаси, активни в разпространението на будизма.

### Индо-гръцко царство (180 – 1 пр.н.е.)
Елинистичното Бактрийско царство започва завладяването на Индия през 180 пр.н.е. и то продължава да контролира променлива територия в северната част на страната до 1 пр.н.е. През този период то е известно и като Индо-гръцко царство.
При индо-гръцките царе будизмът процъфтява и според някои те нападат Индия именно с намерението да защитят будистката вяра от преследванията на новата династия Сунга (185-73 пр.н.е.), заменила династията Маурия.
Монетите на индо-гръцкия цар Менандър (160-135 пр.н.е.), открити от Афганистан до Централна Индия, носят отпред надписа „спасител цар Менандър“ на гръцки и понякога са украсени отзад с надписа „махараджаса дхармика менандраса“ (буквално „Менандър, Великият цар на будисткото учение“) на пракритски език.
Според Птолемей гръко-бактрийците основават елинистични градове в Северен Пакистан. Менандър установява столицата си в Сагала, днешен Сиалкот в Пенджаб, един от центровете на процъфтяващата будистка култура (Миринда Панха, гл. I). Голям елинистичен град, построен от Деметрий I и преустроен от Менандър, е разкопан в местността Сиркап близо до Таксила. Там будистки ступи се срещат близо до индуистки и гръцки храмове, което говори за религиозна търпимост и синкретизъм.
Сред свидетелствата за пряко религиозно взаимно влияние между елинистичната и будистката мисъл е Милинда Панха, будистки диалог в платонистичен стил между цар Менандър и будисткия монах Нагасена.
Махавамса (глава XXIX) казва, че при управлението на Менандър „гръцки будистки главен монах“ на име Махадхармаракшита повел 30 000 будистки монаси от „гръцкия град Александър Кавказки“ (около 150 км северно от днешен Кабул в Афганистан) към Шри Ланка за освещаването на ступа, което говори за разцвета на будизма в царството на Менандър и за активното участие на гърците в този процес.
И накрая будистката традиция поставя Менандър сред великите благодетели на вярата, заедно с Ашока и Канишка.
Началото на течението Махаяна е около 1 век пр.н.е. в Североизточна Индия, времето и мястото на тези взаимни влияния. Според повечето учени основните сутри на Махаяна са писани след 100 пр.н.е., когато започват конфликти между сектите на никая-будистите във връзка с човешката или свръхчовешка природа на Буда и проблемите на метафизичния есенциализъм. Възможно е известно гръцко влияние в този процес.

### Кушанска империя (1 век–3 век)
Кушаните, едно от петте племена на юечжи, се заселват в Бактрия около 125 пр.н.е. и от началото на 1 век започват да нападат Северозападна Индия. По това време те от повече от век са в контакт с гръцката култура и Индо-гръцкото царство. Те използват гръцката писменост, за да пишат на своя език. Инфилтрирането на гръцката историческа и митологична култура е видимо в кушанските скулптури, изобразяващи дионисиеви сцени или дори историята с Троянския кон (вижте Кушански Троянски кон Архив на оригинала от 2006-10-21 в Wayback Machine.). Твърде вероятно е гръцки общности да са оцелели и при управлението на Кушаните.
Кушанският цар Канишка, който почита зороастрийски, гръцки и брахманистки божества, наред с Буда, и е известен със своя религиозен синкретизъм, свиква Четвъртия будистки съвет около 100 в Кашмир, където официално е признат пантеистичният Махаяна-будизъм и отделянето му от никая-будизма. Някои от монетите на Канишка носят най-старите изображения на Буда на монети (около 120), в елинистичен стил и с думата „Боддо“, изписана с гръцки букви. При Канишка текстовете на Махаяна са преведени от простонародния гандхарски пракритски език на литературния санскритски.
Не след дълго новата синкретична форма на будизма се разпространява в Източна Азия. Кушанският монах Локаксема посещава двора на китайската династия Хан в Лоян през 178 и работи там в продължение на десет години, като прави първите преводи на Махаяна-текстове на китайски език. През следващите векове новата религия се пренася в Корея и Япония, като от своя страна става основа на зен.

### Будизъм и християнство
Макар че философските системи на будизма и християнството да са се развили по много ралични пътища моралните норми предписвани от будизма по времето на Ашока чрез неговите едикти са много подобни на християнските морални предписания, появили се два века по-късно. Уважението към живота, уважение кум слабия, отхвърляне на насилието, прошка за провинения, толерантност.
Съществува теория, че тези сходства могат да означават разпространение на будистките идеали в западния свят чрез посредничеството на религиозния синкретизъм на гърците.